# Florence Lee (1888)
Florence D. Lee (12. března 1888 Jamaica, Vermont – 1. září 1962 Hollywood) byla americká herečka působící v období němé filmové éry. Hrála ve 22 filmech v letech 1921 až 1929. Jejím manželem byl kanadsko-americký herec, režisér a spisovatel Dell Henderson, ten také režíroval většinu filmů, ve kterých Florence Lee objevila.

## Výběr z filmografie
- Seeing is Believing (1921)
- Custard's Last Stand (1921)
- Tee Time (1921)
- The Way of a Man (1924)